# Turks-und-Caicos-Leguan

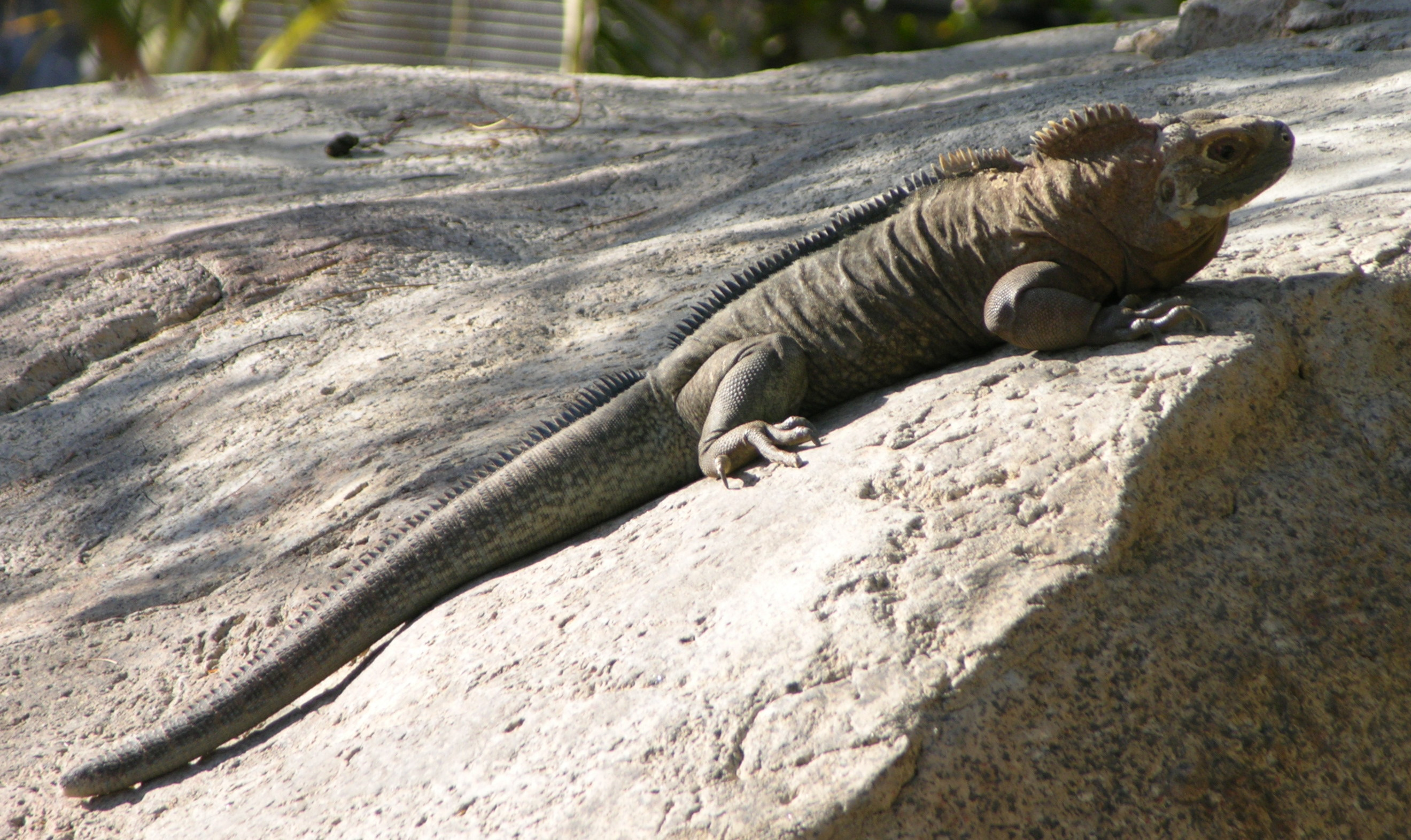
Turks-und-Caicos-Leguan

Der Turks-und-Caicos-Leguan (Cyclura carinata) gehört zur Familie der Leguane (Iguanidae).

## Beschreibung
Die männlichen Tiere haben eine Körperlänge (einschließlich Schwanz) von 60 bis 75 Zentimeter. Die kleineren Weibchen erreichen eine Länge von rund 50 Zentimetern. Das Gewicht der Tiere liegt zwischen 1 und 1,5 Kilogramm. Die Männchen unterscheiden sich durch ihren Nackenkamm von den Weibchen.

## Verbreitung
Turks-und-Caicos-Leguane leben auf den Turks- und Caicosinseln. 

## Nahrung
Die Tiere fressen Früchte, Blätter, Blüten, Gemüse und Insekten.

## Fortpflanzung
Die Paarungszeit der Leguane ist im Mai. Das Weibchen legt zwei bis neun Eier. Nach rund drei Wochen schlüpfen die Jungen. Sie erreichen ihre Geschlechtsreife nach rund sieben Jahren.

## Gefährdung
Turks-und-Caicos-Leguane sind laut der Roten Liste der IUCN vom Aussterben bedroht (critically endangered).